# Ксант (син Птолемея)
Ксант (грец. Ξάνθος) — в давньогрецькій міфології володар Фів.
Розпочав війну проти Афін. Афінський цар Фімет поставив на чолі свого війська пілосця Меланта. Супротивники зійшлися на кордоні між Беотією та Аттикою — в містечку Еноя. А щоб не втрачати вояків, вирішили влаштувати двобій полководців. Мелант несподівано вигукнув, що бачить за спиною Ксанта бога Діоніса, і коли той обернувся, завдав смертельного удару списом.
Після смерті Ксанта фіванці вирішили скасувати царську владу, а їхня держава розпалася на самостійні «басилейства».